# 頭上の脅威
『頭上の脅威』（ずじょうのきょうい、仏: Le Ciel sur la tête）は、1965年に公開されたフランスの映画。イヴ・シャンピが監督し、マルセル・ボズフィなどが出演した。

## ストーリー
訓練を終えたばかりの航空母艦クレマンソー号の飛行隊員たちに、非常招集をかけられる。
核爆弾を積んだ戦闘機が配備されるなど、緊張した空気が続く中、偵察飛行から戻ってきたマンサールが円盤のような物体を見たと報告する。この話を信じた者はいなかったが、マンサールの機体から放射能が検出されたことで、館内に衝撃が走る。
その後、本省から派遣された将校から「人工衛星のようなものが地球を周回している。アメリカもソ連も心当たりがないようだ」と告げられる。各国がこの物体を追跡する中、物体の一部が分離し、アメリカの東部に向かっていた。分離したものの一部はソ連が打ち落とした一方、残りはクレマンソー号の一員であるモンフォールとカルリエが追跡した。
カルリエの機体は物体から発生られた放射能によって墜落し、モンフォールは命からがら帰艦した。そして、物体はクレマンソーに接近するも、最終的には撃退される。

## キャスト
| 役名             | 俳優                       | 日本語吹替 |
| 役名             | 俳優                       | TBS版      |
| ---------------- | -------------------------- | ---------- |
| モンフォール中尉 | マルセル・ボズフィ         | 寺島幹夫   |
| ブリュクール大尉 | イヴ・ブランヴィル         | 和田啓     |
| ラベーヌ艦長     | ジャック・モノー           | 河村弘二   |
| モニーク         | ヴァイオレット・マルソー   |            |
| ガイヤック大尉   | アンドレ・スマッグ         | 城達也     |
| 国防大臣         | ギイ・トレジャン           |            |
| マジョ少尉       | アンリ・ピエゲイ           |            |
| ローラン         | ベルナール・フレッソン     | 石森達幸   |
| マンサール       | クリスチャン・ル・ギロシェ | 椎原邦彦   |
| カルリエ         | クロード・カルヴァン       | 桑原毅     |
| フランソワーズ   | イヴォンヌ・モンロー       | 此島愛子   |

※日本語吹替：テレビ版・放送日1969年11月24日『月曜ロードショー』
※TBS版吹替は、フィールドワークスが視聴者から当時の録画を公募していた。